# 漫画家ミナモトカズキの「毎日がド修羅場まんが道」
漫画家ミナモトカズキの「毎日がド修羅場まんが道」（まんがかミナモトカズキの まいにちがドしゅらばまんがみち）は、AuDeeで2023年2月7日から放送しているラジオ番組。

## 概要
- ミナモトカズキのコミックス『壁サー同人作家の猫屋敷くんは承認欲求をこじらせている』（愛称、壁こじ）が、2022年にABCテレビにて実写ドラマ化され、スピンオフ作品、関連グッズ販売、ファンミーティング開催など多方面に展開された。
- ミナモト自身もメディア出演を積極的に行い、同年11月、実写ドラマの主演・松岡広大がAuDeeにて放送している『松岡広大のDressing Park』に計2回ゲスト出演。松岡と軽快なトークを披露した。
- ゲスト出演終了後、AuDee側よりラジオパーソナリティの打診を受け、2023年2月7日、第1回放送（配信）スタート。ミナモト自身にとって初のラジオパーソナリティ担当となる。
- 放送回によっては、AuDeeのアクセスランキング上位にランクインする程、注目を集めている。
- 番組は毎回、ミナモトの多彩な人脈からなるゲストが招かれ、リスナーからのメッセージ紹介を織り込みながらトークを展開している。
  - ゲストは、「同業者」であるBL漫画家・BL小説家、『壁こじ』関係スタッフ、出版関係者、同人誌即売会スタッフ、ミナモト自身のアシスタントなど、普段メディア出演の機会がない人物が多く、漫画・出版業界ならではの貴重なエピソードに触れる事ができる。
  - また、ミナモトの公私にわたるパートナー「彼氏のよしくん」が、第1回を初めとして複数回ゲスト出演。リスナーからのメッセージ朗読役を担当するなど、番組に花を添えている。

## 裏・ド修羅場まんが道
- 隔週火曜日22時の本編（無料版）終了後、月額制の「AuDeeプレミアム」にて、『裏・ド修羅場まんが道』も配信される。本編のゲストも引き続き出演し、本編よりもディープな内容のトークを展開している。